# Verenigde Staten op de Olympische Zomerspelen 1968
De Verenigde Staten namen deel aan de Olympische Zomerspelen 1968 in Mexico-Stad. Voor de tweede opeenvolgende keer werd de eerste plaats in het medailleklassement behaald.

## Medailles

### 1Goud
- Jim Hines — Atletiek, mannen, 100 meter
- Tommie Smith — Atletiek, mannen 200 meter
- Lee Evans — Atletiek, mannen, 400 meter
- Willie Davenport — Atletiek, mannen 110 m horden
- Charles Greene, Jim Hines, Mel Pender en Ronnie Ray Smith — Atletiek, mannen 4x100 m estafette
- Lee Evans, Ron Freeman, Larry James en Vince Matthews — Atletiek, mannen 4x400 m estafette
- Dick Fosbury — Atletiek, mannen hoogspringen
- Bob Seagren — Atletiek, mannen polsstokhoogspringen
- Bob Beamon — Atletiek, mannen verspringen
- Randy Matson — Atletiek, mannen kogelstoten
- Al Oerter — Atletiek, mannen discuswerpen
- Bill Toomey — Atletiek, mannen tienkamp
- Wyomia Tyus — Atletiek, vrouwen 100 meter
- Madeline Manning — Atletiek, vrouwen 800 meter
- Margaret Bailes, Barbara Ferrell, Mildrette Netter en Wyomia Tyus — Atletiek, vrouwen 4x100 m estafette
- Mike Barrett, John Clawson, Don Dee, Calvin Fowler, Spencer Haywood, Bill Hosket, Jim King, Glynn Saulters, Charlie Scott, Mike Silliman, Ken Spain en Jo Jo White — Basketbal, mannentoernooi
- Ronald Harris — Boksen, mannen lichtgewicht
- George Foreman — Boksen, mannen zwaargewicht
- Bernie Wrightson — Schoonspringen, mannen plank
- Sue Gossick — Schoonspringen, vrouwen plank
- William Steinkraus — Paardensport, springconcours individueel
- Gary Anderson — Schieten, mannen militair geweer, drie posities
- Mike Burton — Zwemmen, mannen 400 m vrije stijl
- Mike Burton — Zwemmen, mannen 1500 m vrije stijl
- Don McKenzie — Zwemmen, mannen 100 m schoolslag
- Douglas Russell — Zwemmen, mannen 100 m vlinderslag
- Carl Robie — Zwemmen, mannen 200 m vlinderslag
- Charles Hickcox — Zwemmen, mannen 200 m individueel wisselslag
- Charles Hickcox — Zwemmen, mannen 400 m individueel wisselslag
- Steve Rerych, Mark Spitz, Ken Walsh en Zac Zorn — Zwemmen, mannen 4x100 m vrije stijl
- John Nelson, Steve Rerych, Don Schollander en Mark Spitz — Zwemmen, mannen 4x200 m vrije stijl
- Charles Hickcox, Don McKenzie, Douglas Russell en Ken Walsh — Zwemmen, mannen 4x100 m wisselslag
- Jan Henne — Zwemmen, vrouwen 100 m vrije stijl
- Debbie Meyer — Zwemmen, vrouwen 200 m vrije stijl
- Debbie Meyer — Zwemmen, vrouwen 400 m vrije stijl
- Debbie Meyer — Zwemmen, vrouwen 800 m vrije stijl
- Kaye Hall — Zwemmen, vrouwen 100 m rugslag
- Lillian Watson — Zwemmen, vrouwen 200 m rugslag
- Sharon Wichman — Zwemmen, vrouwen 200 m schoolslag
- Claudia Kolb — Zwemmen, vrouwen 200 m individueel wisselslag
- Claudia Kolb — Zwemmen, vrouwen 400 m individueel wisselslag
- Jane Barkman, Linda Gustavson, Jan Henne en Sue Pedersen — Zwemmen, vrouwen 4x100 m vrije stijl estafette
- Catie Ball, Ellie Daniel, Kaye Hall en Sue Pedersen — Zwemmen, vrouwen 4x100 m wisselslag
- Peter Barrett en Lowell North — Zeilen, mannen star
- George Friedrichs, Barton Jahncke en Gerald Schreck — Zeilen, mannen dragon

### 2Zilver
- Larry James — Atletiek, mannen, 400 meter
- Jim Ryun — Atletiek, mannen 1500 meter
- Ervin Hall — Atletiek, mannen 110 m horden
- Edward Caruthers — Atletiek, mannen hoogspringen
- George Woods — Atletiek, mannen kogelstoten
- Barbara Ferrell — Atletiek, vrouwen 100 meter
- Albert Robinson — Boksen, mannen vedergewicht
- Michael Page, Michael Plumb en James Wofford — Paardensport, eventing team
- Laurence Hough en Philip Johnson — Roeien, mannen twee-zonder-stuurman
- John Writer — Schieten, mannen kleinkalibergeweer, drie posities
- Thomas Garrigus — Schieten, mannen trap schieten
- Ken Walsh — Zwemmen, mannen 100 m vrije stijl
- Don Schollander — Zwemmen, mannen 200 m vrije stijl
- John Kinsella — Zwemmen, mannen 1500 m vrije stijl
- Charles Hickcox — Zwemmen, mannen 100 m rugslag
- Mitchell Ivey — Zwemmen, mannen 200 m rugslag
- Mark Spitz — Zwemmen, mannen 100 m vlinderslag
- Gregory Buckingham — Zwemmen, mannen 200 m individueel wisselslag
- Gary Hall — Zwemmen, mannen 400 m individueel wisselslag
- Sue Pedersen — Zwemmen, vrouwen 100 m vrije stijl
- Jan Henne — Zwemmen, vrouwen 200 m vrije stijl
- Linda Gustavson — Zwemmen, vrouwen 400 m vrije stijl
- Pamela Kruse — Zwemmen, vrouwen 800 m vrije stijl
- Ellie Daniel — Zwemmen, vrouwen 100 m vlinderslag
- Sue Pedersen — Zwemmen, vrouwen 200 m individueel wisselslag
- Lynn Vidali — Zwemmen, vrouwen 400 m individueel wisselslag
- Richard Sanders — worstelen, mannen vrije stijl vlieggewicht
- Donald Behm — worstelen, mannen vrije stijl bantamgewicht

### 3Brons
- Charles Greene — Atletiek, mannen, 100 meter
- John Carlos — Atletiek, mannen 200 meter
- Ron Freeman — Atletiek, mannen, 400 meter
- Tom Farrell — Atletiek, mannen 800 meter
- George Young — Atletiek, mannen 3.000m steeplechase
- Larry Young — Atletiek, mannen 50 km snelwandelen
- Ralph Boston — Atletiek, mannen verspringen
- Harlan Marbley — Boksen, mannen halfvlieggewicht
- James Wallington — Boksen, mannen halfweltergewicht
- John Lee Baldwin — Boksen, mannen halfmiddengewicht
- Alfred Jones — Boksen, mannen middengewicht
- James Henry — Schoonspringen, mannen plank
- Keala O'Sullivan — Schoonspringen, vrouwen plank
- Edwin Young — Schoonspringen, mannen platform
- Anne Peterson — Schoonspringen, vrouwen platform
- Michael Page — Paardensport, eventing individueel
- William Maher en John Nunn — Roeien, mannen dubbel-twee
- Mark Spitz — Zwemmen, mannen 100 m vrije stijl
- John Nelson — Zwemmen, mannen 200 m vrije stijl
- Ronald Mills — Zwemmen, mannen 100 m rugslag
- Jack Horsley — Zwemmen, mannen 200 m rugslag
- Brian Job — Zwemmen, mannen 200 m schoolslag
- Ross Wales — Zwemmen, mannen 100 m vlinderslag
- John Ferris — Zwemmen, mannen 200 m vlinderslag
- John Ferris — Zwemmen, mannen 200 m individueel wisselslag
- Linda Gustavson — Zwemmen, vrouwen 100 m vrije stijl
- Jane Barkman — Zwemmen, vrouwen 200 m vrije stijl
- Jane Swagerty — Zwemmen, vrouwen 100 m rugslag
- Kaye Hall — Zwemmen, vrouwen 200 m rugslag
- Sharon Wichman — Zwemmen, vrouwen 100 m schoolslag
- Susan Shields — Zwemmen, vrouwen 100 m vlinderslag
- Ellie Daniel — Zwemmen, vrouwen 200 m vlinderslag
- Jan Henne — Zwemmen, vrouwen 200 m individueel wisselslag
- Joseph Dube — Gewichtheffen, mannen zwaargewicht

## Resultaten en deelnemers per onderdeel

### Atletiek

#### Mannen
Mannen 100 meter
- Jim Hines
- Charles Greene
- Mel Pender

Mannen 200 meter
- Tommie Smith
- John Carlos
- Larry Questad

Mannen 400 meter
- Lee Evans
- Larry James
- Ron Freeman

Mannen 800 meter
- Wade Bell
- Thomas Farrell
- Ronald Kutchinski

Mannen 1.500 meter
- Jim Ryun
- Martin Liquori
- Thomas Van Ruden

Mannen 5.000 meter
- Jack Bacheler
- Robert Day
- Lou Scott

Mannen 10.000 meter
- Thomas Laris
- Van Arthur Nelson
- Tracy Smith

Mannen marathon
- George Young
- Ronald Daws
- Kenneth Moore

Mannen 110 meter Horden
- Willie Davenport
- Ervin Hall
- Leon Coleman

Mannen 400 meter Horden
- Ronald Whitney
- Boyd Gittens
- Geoff Vanderstock

Mannen 3.000 meter Steeplechase
- Conrad Nightingale
- William Reilly
- George Young

Mannen 4x100m estafette
- Charles Greene, Mel Pender, Ronnie Ray Smith en Jim Hines

Mannen 4x400m estafette
- Vince Matthews, Ron Freeman, Larry James en Lee Evans

Mannen 20km snelwandelen
- Ronald Laird
- Thomas Dooley
- Rudy Haluza

Mannen 50km snelwandelen
- David Romansky
- Goetz Klupfer
- Larry Young

Mannen verspringen
- Bob Beamon
- Ralph Boston
- Charles Mays

Mannen hink-stap-springen
- Norman Tate
- Arthur Walker
- David Smith

Mannen hoogspringen
- Dick Fosbury
- Reynaldo Brown
- Edward Caruthers

Mannen polsstokhoogspringen
- Robert Seagren
- John Pennel
- Casey Carrigan

Mannen kogelstoten
- Randel Matson
- David Maggard
- George Woods

Mannen speerwerpen
- Mark Murro
- Frank Covelli
- George Stenlund

Mannen discuswerpen
- Al Oerter
- Jay Silvester
- Gary Carlsen

Mannen kogelslingeren
- Harold Connolly
- Albert Hall
- Edward Burke

Mannen tienkamp
- Bill Toomey
- Thomas Waddell
- Richard Don Sloan

#### Vrouwen
Vrouwen 100 meter
- Wyomia Tyus
- Margaret Bailes
- Barbara Ferrell

Womannen, 200 meter
- Wyomia Tyus
- Margaret Bailes
- Barbara Ferrell

Vrouwen 400 meter
- Esther Stroy
- Lois Ann Drinkwater
- Jarvis Scott

Vrouwen 800 meter
- Madeline Manning
- Doris Brown
- Francie Kraker

Vrouwen 4x100m estafette
- Wyomia Tyus, Margaret Bailes, Mildred Netter en Barbara Ferrell

Vrouwen 80m horden
- Patty Jean Van Wolvekaere
- Julie Mae Dyer
- Mamie Rallins

Vrouwen verspringen
- Willye White
- Martha Rae Watson

Vrouwen hoogspringen
- Estelle Baskerville
- Sharon Callahan
- Eleanor Inez Montgomery

Vrouwen kogelstoten
- Maren Seidler

Vrouwen speerwerpen
- RaNae Jean Bair
- Barbara Ann Frederick

Vrouwen discuswerpen
- Olga Fikotova Connolly
- Carol Moseke

Vrouwen vijfkamp
- Pat Winslow
- Cathy Hamblin

### Basketbal

#### Mannentoernooi
- Spelers
  - Mike Barrett
  - John Clawson
  - Don Dee
  - Calvin Fowler
  - Spencer Haywood
  - Bill Hosket
  - Jim King
  - Glynn Saulters
  - Charlie Scott
  - Mike Silliman
  - Ken Spain
  - Jo Jo White

### Volleybal

#### Mannentoernooi
- Groepsfase
  - Versloeg Sovjet-Unie (3-2)
  - Verloor van Tsjecho-Slowakije (1-3)
  - Versloeg Brazilië (3-0)
  - Verloor van Bulgarije (2-3)
  - Verloor van Polen (0-3)
  - Verloor van Oost-Duitsland (0-3)
  - Verloor van Japan (0-3)
  - Versloeg Mexico (3-1)
  - Versloeg België (3-0) → Zevende plaats
- Spelers
  - John Alstrom
  - Mike Bright
  - Wink Davenport
  - Smitty Duke
  - Tom Haine
  - Jack Henn
  - Butch mei
  - Danny Patterson
  - Larry Rundle
  - Jon Stanley
  - Rudy Suwara
  - Pedro Velsaco
- Hoofdcoach: Jim Coleman

#### Vrouwentoernooi
- Groepsfase
  - Verloor van Japan (0-3)
  - Verloor van Tsjecho-Slowakije (1-3)
  - Verloor van Polen (0-3)
  - Verloor van Zuid-Korea (1-3)
  - Verloor van Sovjet-Unie (1-3)
  - Verloor van Peru (1-3)
  - Verloor van Mexico (0-3) → 8e en laatste plaats
- Spelers
  - Patti Lucas Bright
  - Ann Heck
  - Fanny Hoppeau
  - Ninja Jorgenson
  - Laurie Lewis
  - Miki McFadden
  - Marilyn McReavy
  - Nancy Owen
  - Barbara Perry
  - Mary Margaret Perry
  - Sharon Peterson
  - Jane Ward (aanvoerder)
- Hoofdcoach: Harlan Cohen

### Waterpolo

#### Mannentoernooi
- Voorronde (Groep A)
  - Versloeg Brazilië (10:5)
  - Versloeg Spanje (10:7)
  - Gelijk tegen Cuba (6:6)
  - Verloor van Hongarije (1:5)
  - Verloor van Sovjet-Unie (3:8)
  - Versloeg West-Duitsland (7:5)
- Kwalificatiewedstrijden
  - 5e/8e plaats: Versloeg Nederland (6:3)
  - 5e/6e plaats: Versloeg Oost-Duitsland (6:4) → 5e plaats
- Spelers
  - Anton Van Dorp
  - Barry Weitzenberg
  - Bruce Bradley
  - David Ashleigh
  - Dean Willeford
  - Gary Sheerer
  - John Parker
  - Ronald Crawford
  - Russell Webb
  - Stanley Cole
  - Steven Barnett

Afghanistan · Algerije · Amerikaanse Maagdeneilanden · Argentinië · Australië · Bahama's · Barbados · België · Bermuda · Birma · Bolivia · Bondsrepubliek Duitsland · Brazilië · Brits-Honduras · Bulgarije · Canada · Centraal-Afrikaanse Republiek · Ceylon · Chili · Colombia · Congo-Kinshasa · Costa Rica · Cuba · Denemarken · Dominicaanse Republiek · Duitse Democratische Republiek · Ecuador · El Salvador · Ethiopië · Fiji · Filipijnen · Finland · Frankrijk · Ghana · Griekenland · Groot-Brittannië · Guatemala · Guinee · Guyana · Honduras · Hongarije · Hongkong · Ierland · IJsland · India · Indonesië · Irak · Iran · Israël · Italië · Ivoorkust · Jamaica · Japan · Joegoslavië · Kameroen · Kenia · Koeweit · Libanon · Libië · Liechtenstein · Luxemburg · Madagaskar · Maleisië · Mali · Malta · Marokko · Mexico · Monaco · Mongolië · Nederland · Nederlandse Antillen · Nicaragua · Nieuw-Zeeland · Niger · Nigeria · Noorwegen · Oeganda · Oostenrijk · Pakistan · Panama · Paraguay · Peru · Polen · Portugal · Puerto Rico · Roemenië · San Marino · Senegal · Sierra Leone · Singapore · Soedan · Sovjet-Unie · Spanje · Suriname · Syrië · Taiwan · Tanzania · Thailand · Trinidad en Tobago · Tunesië · Turkije · Tsjaad · Tsjecho-Slowakije · Uruguay · Venezuela · Verenigde Arabische Republiek · Verenigde Staten · Vietnam · Zambia · Zuid-Korea · Zweden · Zwitserland